# Estação Lyulin

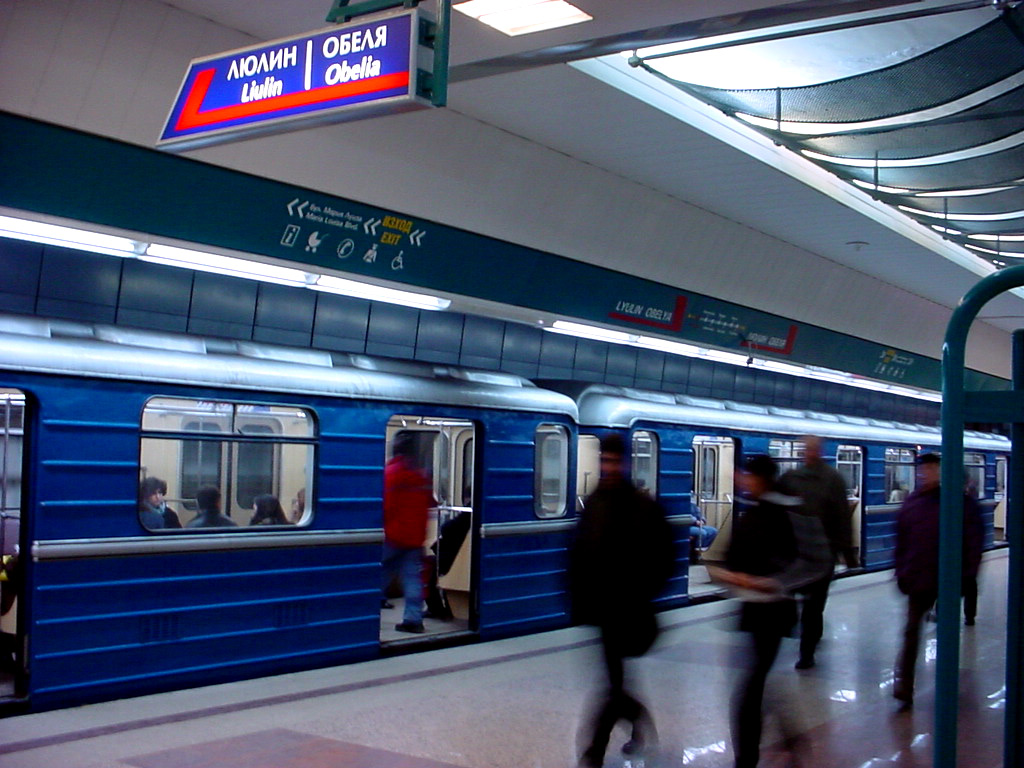
Estação Lyulin do Metropolitano de Sófia.

A Estação Metroviária Lyulin é uma estação da linha principal do Metropolitano de Sófia, na Bulgária, que entrou em operação em 28 de janeiro de 1998. É precedida pela Estação Slivnitsa e sucedida pela Estação Zapaden Park, no sentido Obelya-Mladost 1.